# Laguna Hills
Laguna Hills est une municipalité de Californie située dans le comté d'Orange, aux États-Unis.

## Démographie
| 2000   | 2010   | - | - | - | - |
| ------ | ------ | - | - | - | - |
| 31 178 | 30 344 | - | - | - | - |